# Amago Haruhisa
Amago Haruhisa est un nom japonais traditionnel ; le nom de famille (ou le nom d'école), Amago, précède donc le prénom (ou le nom d'artiste).
Amago Haruhisa (尼子 晴久, (8 mars 1514 - 9 janvier 1561) est un puissant seigneur de guerre de la région de Chūgoku au Japon. Il est le second fils d'Amago Masahisa. D'abord appelé « Akihisa » (詮久), il change son nom pour celui de « Haruhisa » en 1541 après qu'Ashikaga Yoshiharu lui offre d'utiliser un kanji de son propre nom.

## Biographie
Après que son père, Amago Masahisa, est mort au début de la bataille, il devient le chef du clan Amago en 1537, à la suite de la retraite de son grand-père, Amago Tsunehisa. Il lance une série d'invasions afin d'étendre son domaine, allant jusqu'à Harima. Mais en 1540, le siège de Kōriyama contre Mōri Motonari se termine par une défaite humiliante, et beaucoup de ses obligés qui font défection croient que les jours de Haruhisa sont comptés. Son grand-père meurt l'année suivante et Ōuchi Yoshitaka lance une contre-attaque pour en finir avec le clan Amago. Haruhisa réussit à repousser l'invasion en encourageant ses vassaux qui avaient fait défection précédemment et, après avoir recueilli suffisamment de troupes, réussit à la repousser. À partir de ce moment, Haruhisa travaille pour garantir l'équilibre et le contrôle de ces domaines tels qu'Izumo, Hoki, Mimasaka et Oki. Lorsqu'en 1551, Ōuchi Yoshitaka est tué au cours de la rébellion de Sue Harukata, en 1552, le shogunat de Muromachi offre à Haruhisa une seigneurie sur huit domaines, y compris les quatre domaines qu'il contrôle déjà entièrement.
Dans ses dernières années, Haruhisa décide soudainement de tuer son oncle Amago Kunihisa ainsi que les vassaux collectivement appelés Shingūtō (新宮党) de la ville de Shingū qui leur sert de base de pouvoir, entraînant une grave pénurie de dirigeants aguerris. Alors que les historiens ont généralement cru, en grande partie à partir des différentes œuvres de fiction qui mettent l'accent sur les prouesses de Mōri Motonari, que cette action avait été réalisée par Motonari afin d'affaiblir le pouvoir de Haruhisa, on pense maintenant qu'il s'agissait plus probablement d'un mouvement de Haruhisa afin de solidifier son contrôle du clan Amago.
Lorsque Sue Harukata perd contre Mōri Motonari et meurt à la bataille d'Itsukushima en 1555, Haruhisa voit une occasion de réclamer la province d'Iwami, de faire alliance avec le clan Ogasawara d'Iwami et il pose une revendication sur la mine d'argent d'Omori. Motonari lance une contre-attaque et les deux s'affrontent dans une série de batailles sans vainqueur clair. Haruhisa s'effondre au château de Gassantoda en 1560 tandis qu'il est engagé dans une bataille contre Motonari et meurt le 9 janvier.
Il est écrit dans le Unyo Gunjitsuki que commente Amago Hisayuki, que Haruhisa est « rapide à agir, manque de la discipline d'un général, prompt à aller à la bataille et manque de pardon ».

## Source de la traduction
- (en) Cet article est partiellement ou en totalité issu de l’article de Wikipédia en anglais intitulé « Amago Haruhisa » (voir la liste des auteurs).